# 王班 (后梁将领)
王班（9世纪—909年8月9日），一作王珏（王玨），后梁将领。
最初为河阳军将领，因累积军功位至刺史。开平二年（908年）五月，在泽州刺史任上被前晋蕃、汉都指挥使周德威、河东军城使、马步都虞候李存璋攻打，挖沟、上城，王班登城拒守。《册府元龟》载王班善于守城，悬重赏以激勇士，晋军尸首堆积城下绵延数里。而《资治通鉴》则载王班素失人心，众人不为所用。当时前晋刚击破围攻潞州的梁军，龙虎统军牛存节从西都洛阳率军接应从潞州夹寨逃回的溃兵，并未得到救泽州的诏命，但到天井关时说服众人救泽州。牛存节到泽州时，城中人已纵火喧噪欲响应晋王李存勖，王班闭牙城自守，牛存节到后，局势才安定。后来牛存节守城十三天，梁匡国节度使刘知俊从晋、绛二州率军来援，周德威退军。《庄宗列传·朱温传》载在李存璋的进攻下王班弃城而去，泽州被前晋所得，显然是误记。
王班后曾获任兖海留后。开平三年（909年），后梁太祖召山南东道节度使杨师厚使督诸将攻潞州，以王班为留后镇守军部襄州。杨师厚屡次对王班说牙兵王求（一作王球）等凶悍，应该防备，王班自恃左右有壮士，不以为意，经常当众侮辱王求，七月贬谪王求戍守西境，于是王求作乱杀王班，乱军推滑、徐、襄三州都指挥使刘玘为留后，反被刘玘设计全部斩杀。刘玘以功为复州刺史。均州刺史张敬方趁机派使者依附前蜀，房州闻之亦叛。
八月，赠王班太保。